# 2020年埃拉泽地震
2020年土耳其埃拉泽地震是指发生在土耳其埃拉泽当地时间1月24日20:55的地震。地震的震中位于埃拉泽省希吾里杰县，地震矩規模为6.7級。地震發生後又有390多場餘震。埃拉泽附近的迪亚巴克尔、馬拉蒂亞、阿德亚曼和薩姆松等地以及鄰國敘利亞、亞美尼亞、伊朗均有震感。卡迪利天文和地震研究所則将地震震级修改为6.5。此次地震造成至少有41人罹難，1,600多人受伤。

## 构造环境

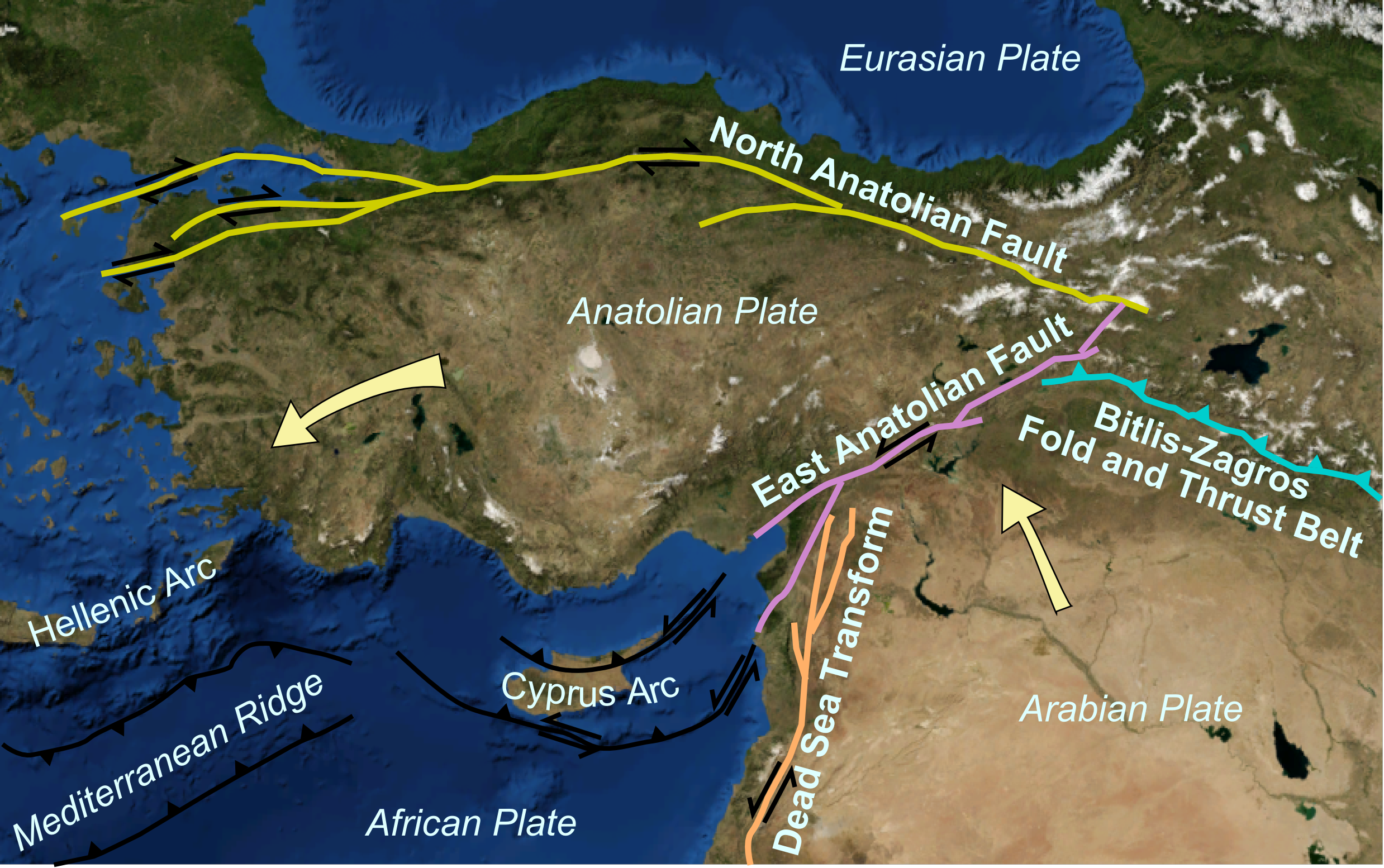
東安那托利亞斷層於安那托利亞板塊上的斷層示意圖

土耳其大部分地区位于安那托利亞板塊上，在阿拉伯板块与欧亚板块碰撞下，安那托利亞板塊不得不向西移动。在土耳其境內還有兩個斷層，分別是北安那托利亞斷層和東安那托利亞斷層。土耳其历史上，这两个断层的活動造成许多大型破坏性地震發生。最近在东安那托利亚断层上發生的幾場大地震有2003年土耳其宾格尔地震和2010年土耳其埃拉澤地震。

## 傷亡
埃拉泽和马拉蒂亚的部分地区有几栋建筑物倒塌，有人困在其中。据报告，共有41人遇難，其中埃拉泽有18人，马拉蒂亚有4人。据报道至少有1607人受伤。